# Кутузов, Михаил Силович
Михаи́л Си́лович (Силыч) Куту́зов (1700 — 1741, Екатеринбург) — российский горный инженер, маркшейдер и картограф. Известен как составитель оригинальных планов и чертежей горных заводов Урала, в том числе первого плана Екатеринбурга 1726 года.

## Биография
Родился около 1700 года в семье Силы Ивановича Кутузова из Белозерского уезда, потомственный дворянин.
Совместно с Е. М. Арцыбашевым учился в Московской школе математических и навигацких наук и в Петербургском морском училище. После окончания обучения в 1724 году по вызову Г. В. де Геннина в составе группы лучших выпускников переехал на Урал, где начал службу в горной администрации в чине шихтмейстера.
В 1725—1726 годах был учителем Екатеринбургской арифметической школы, преподавал арифметику, геометрию и черчение. В 1727—1730 годах служил на казённых заводах и рудниках Пермской губернии, обучался маркшейдерскому делу на Пыскорском заводе. С этого времени Кутузов зарекомендовал себя в качестве опытного картографа и маркшейдера.
В 1730—1734 годах Кутузов в чине берг-гешворена командовал разработкой Орленских серебряных и свинцовых рудников в Илимском уезде Сибирской губернии. Трёхлетняя экспедиция не увенчалась успехом, были найдены бедные руды, добыча которых была экономически невыгодной. В период работы в Сибири в 1733 году проводил осмотр и составил описание месторождения железа и меди в районе озера Байкал. В 1735 году Кутузов с командой вернулся в Екатеринбург.
В 1735—1736 годах совместно с Н. Г. Клеопиным, Т. М. Бурцевым и И. Н. Юдиным вошёл в состав образованной в Екатеринбурге Комиссии по рассмотрению заводов и ремёсел, занимавшейся вопросами оптимизации заводского хозяйства. В рамках работы комиссии Кутузов занимался описанием доменных печей заводов Демидовых.
С конца 1735 года до июля 1737 года Кутузов служил управляющим Полевского завода, участвовал в его обороне в ходе башкирского восстания, получив колотое ранение.
С 1737 по 1739 год по приказу В. Н. Татищева Кутузов руководил строительством первого на Южном Урале Икского медеплавильного завода по проекту И. К. Кирилова (не был достроен), а также разработкой Икских рудников. В условиях недостатка инструмента и рабочей силы Кутузов использовал новокрещённых казаков для личной охраны. В июле 1738 года в Мензелинске проходили разбирательства по делу об избиении Кутузовым караульного казака до смерти. В ноябре того же года суд отнял у Кутузова офицерские чины и отправил его на работу рядовым горным мастером на Кармалинский рудник Иковского завода. В конце 1739 года Оренбургскую экспедицию свернули, Кутузова отправили на службу помощником берг-мейстера на рудники Полевского завода.
В феврале 1740 года дело Кутузова попало под действие амнистирующегр манифеста Анны Иоанновны. Весной того же года он вернулся в Екатеринбург, где заведовал чертёжной частью горной администрации, продолжал составлять планы окрестностей и работал надзирателем арифметической и знаменованной школ. Летом 1741 года получил чин берг-гешворена.
Скончался поздней осенью 1741 года, не оставив наследников. Оставшееся после смерти имущество распродали на публичных торгах.

### Картографическая деятельность
С 1725 года Кутузов занимался составлением подробных карт и планов горных заводов Урала и их окрестностей. В 1726 году по приказу де Геннина Кутузов составил первый план пруда на Исети и Екатеринбургской крепости, а также карту Исетского и Мелкого озёр.
В 1729 году де Геннин, получив указ Сената, поручил Кутузову составление планов уральских горных заводов. Авторству Кутузова принадлежат оригинальные планы Алапаевского, Каменского, Лялинского, Синячихинского заводов, заводов Демидовых, нескольких рудников и крепостей. В течение нескольких лет некоторые карты Кутузова считались образцовыми и украшали стены кабинетов Сибирского обер-бергамта. Также Кутузов участвовал в составлении ландкарты Пермских земель. С 1729 и после 1735 года совместно с А. А. Татищевым и В. Горчаковым Кутузов участвовал в составлении унифицированных заводских планов и общей ландкарты всего горнозаводского Урала, которые вошли в качестве иллюстраций в «Описание Уральских и Сибирских заводов» де Геннина и в «Историю России» Татищева.